# Cerasuolo (Filignano)
Cerasuolo è un centro abitato collocato nella parte nord del comune di Filignano, nella provincia di Isernia, in Molise. Il borgo sorge a 678 metri s.l.m. in un altopiano incastonato tra le montagne. Una porzione del suo territorio è nel parco nazionale d'Abruzzo, Lazio e Molise.
Nel territorio di Cerasuolo insiste da oltre 170 anni un'amministrazione autonoma di beni di uso civico denominata Dominio Collettivo di Cerasuolo.

## Storia

### Medioevo
Esso fece parte dei possedimenti della potentissima abbazia di San Vincenzo come, peraltro, dimostrano i resti di fortificazioni risalenti a quel periodo. L'insediamento di Cerasuolo (Cerasuolo Vecchio) è documentato fin dal 962, quando l'abate dell'abbazia di San Vincenzo al Volturno lo concesse a livello per metterlo a coltura.
Nel settembre 962 il monaco Grimoaldo, per conto dell'abate di Castel San Vincenzo al Volturno, concesse a livello ad alcuni uomini le terre attorno al castrum perché vi abitassero e le coltivassero. Nell'atto di concessione a livello si parla di Aldone - forse il loro capo - e altri uomini nati in Francia. I natali francesi probabilmente indicano dei Aldone e i suoi comites erano o di provenienza normanna o più probabilmente Franchi (nel testo si indica Franci).
Cerasuolo è citato nel Chronicon Vulturnense (CV) (specificamente CV 112) dove  il luogo definito come "ad Causa" divenne in seguito il castello di Cerasuolo, situato ai confini di Olivella. Un'altra parte del Chronicon Vulturnense (CV II, 107) attesta "Cerasolum - ad Causa" come castrum (un insediamento fortificato) già nel 965 . Questa menzione indica che Cerasuolo era una realtà insediativa di una certa importanza nel tardo periodo longobardo o immediatamente successivo. 
Nel 1064 il castrum venne donato per metà da Paldone, conte di Venafro, all'abbazia di Montecassino. Questo passaggio di giurisdizione (1064) del feudo di Cerasuolo è in un documento di Riccardo Giordano, Principe di Capua, datato 1064, il quale menziona "Veticuso e Cerasolo" tra le offerte a Montecassino.
Una fonte storica molto importante è il Catalogus Baronum. Secondo il catalogo medievale la fortificazione di Cerasolum (Cerasuolo Vecchio) appartenne, nella seconda metà del dodicesimo secolo, a Raynaldo di Sesto, vescovo di Isernia, assieme al fratello e suo nipote.

Nel 1349 si ha notizia attraverso una nota (memoratorium) dell'Archivio della Curia Vescovile di Isernia un terremoto catastrofico che ebbe luogo nella notte di San Vincenzo (22 gennaio) : 
Anno Domini millesimo .CCC°.XXXXVIIII., de mense ianuarii, in nocte sancti Vincentii, post cenam fuit unus terre[motus] non nichilominus magnus, et ab illa nocte fere continue
fuerunt quasi omne mense terremotus parvi pro[…]
nella nota, inoltre, sono inoltre menzionate le terribili distruzioni che interessarono oltre alla fortificazione di Cerasuolo anche località limitrofe:
Enim dictus terremotus tam potentissime vehementie diruit et suvertit potenti […]e//7 ecclesiam yserniensem, domus domini Andree, domini […..] et generaliter omnia hedificia civitatis Ysernie […] usque ad maius. Itaque nullum omnino remansit vel quod non esset totaliter destructum vel quod mo[…] [….]tum des[…] nichilominus totam provintiam co[….] Fortillitiam, Cardedi, Cerasoli, Bisa[…] ecclesiam Sancti Vincentii de Vulturno monasterii et omnia castra ecclesie supradicte in quibus mortui fu[erunt] nobiles monachi, fratres carnales abbatis monasterii prelibati.
Nel 1434 è testimoniata una distruzione del Castello di Cerasuolo:
Riccio di Montechiaro, temuto Capitano d’Alfonso, entrò al guasto della Valle di Cominio, e dell’Abbazia di S. Vincenzo in Volturno,dando a ferro e fuoco tutte le loro Terre e singolarmente Cerasolo, Baccareccia e la nostra Rocca di Malcocchiaro, con ridurre quei popoli all’ubbidienza del solo Re d’Aragona

### Età moderna
In epoca moderna il paese entra nei possedimenti della famiglia Marotta, infatti questa deteneva in Terra di Lavoro i feudi di Castelnuovo e Cerasoli (Cerasuolo). Il primo possedimento fu legato al titolo ducale a partire dal 1732. 
L’ultima intestazione dei due feudi è del Duca Pasquale Maria Marotta del 13 settembre 1788. 
La discendenza genealogica non è precisa, ma con ogni probabilità la famiglia si è estinta nella linea primogenita all’inizio del XIX secolo poiché il titolo ducale venne ereditato da Nicola Spiriti (1792-1879) nipote di Rosa Marotta.
Il duca Pasquale Maria Marotta lasciò con testamento il 10 dicembre 1844 la parte del feudo relativa a Cerasuolo in favore degli abitanti del paese. Nelle condizioni testamentarie era però stabilito che, per ottenere le terre, si dovesse costruire una chiesa in onore di San Pasquale Baylon. La costruzione iniziò dopo la morte del duca nel 1884 e terminò circa 30 anni dopo. L'atto testamentario avrebbe stabilito che le terre comuni e i pascoli del feudo fossero devoluti alla Congrega dei Poveri di Cerasuolo e quindi utilizzati in comune dagli abitanti mentre le terre originariamente coltivate dai fittavoli furono devolute alle famiglie.
Nel territorio di Cerasuolo, in virtù di questa donazione del Duca Pasquale Marotta, insiste da oltre 170 anni un'amministrazione autonoma di beni di uso civico denominata Dominio Collettivo di Cerasuolo.
Appartenente in origine al comune di Rocchetta a Volturno, ne fu distaccato nel 1882 per essere aggregato al comune di Filignano. Nello stesso periodo iniziarono le forti emorragie migratorie verso le Americhe, prima, e il centro Europa, poi.

### Età contemporanea

#### Periodo post-unitario e brigantaggio
Le truppe dell'esercito piemontese erano presenti nei dintorni di Cerasuolo per contrastare il brigantaggio, fenomeno particolarmente virulento e pericoloso per la stabilità del neonato regno; si consideri che lo Stato Pontificio sarà conquistato soltanto nel 1870 e che la frontiera era poco a nord di Cassino e Sora.
Nel 1861 il sud era stato annesso al Regno d'Italia e le truppe piemontesi stanziate tra Atina Cardito e Cerasuolo comandate dal generale Onorato Rey di Villarey arrestarono delle persone di Cerasuolo tra le quali il Filippo Franchitti noto nella tradizione popolare come il brigante; il generale De Villarey era un ufficiale di lunga esperienza, fatto che mostra quanto fosse temuta la banda di Domenico Fuoco.
Nel 1861 si hanno notizie di preoccupazione da parte del Giudice Mandamentale di Castellane circa una imminente aggressione della banda Centrillo, stanziata nel bosco Cerasuolo. Successivamente si hanno notizie, attraverso un'informazione di polizia, di una punizione che i capibanda Domenico Fuoco e Ciccio Guerra avevano inferto al brigante Salvatore N. di Cerasolo, colpevole di un ricatto.
Secondo una raccolta di provvedimenti e sentenze del tribunale di guerra del 1865 alcuni abitanti furono condannati per fatti relativi al favoreggiamento della banda di Domenico Fuoco (attiva nella zona tra Mainarde e confine dello Stato Pontificio).
Stando alle notizie emerge che Filippo Franchitti ed altri suoi familiari erano dei "fiancheggiatori" di Domenico Fuoco fornivano cioè supporto logistico alla banda che si nascondeva tra le gole impervie delle Mainarde.
Il fenomeno del brigantaggio e la storia della banda di Fuoco va rivista all'interno dell'opposizione di una parte consistente della popolazione dell'ex Regno delle Due Sicilie che si riconosceva nell'unico sovrano per loro legittimo re Ferdinando. Di fatto Domenico Fuoco, ex ufficiale del Regno borbonico e quindi persona dotata per l'epoca di istruzione, era un legittimista che si oppose consapevolmente al nuovo Regno con il sostegno di una parte della popolazione.
Nel documento presente nell'Archivio di stato di Caserta si racconta di alcuni fatti di sangue che paiono esulare da aspetti legati al brigantaggio.

Nel 1866 si verificò un duro scontro armato secondo i documenti dell'Archivio di Stato di Isernia (Sottoprefettura di Isernia - Ufficio di pubblica sicurezza):  il 19 dicembre 1866 con le bande riunite Fuoco - Cannone - composte da oltre 60 uomini - al passo del Chiaro e nei boschi Falconara (Scapoli) e Castagna (Cerasuolo), con uccisione di cinque militi e ferimento o uccisione di briganti.

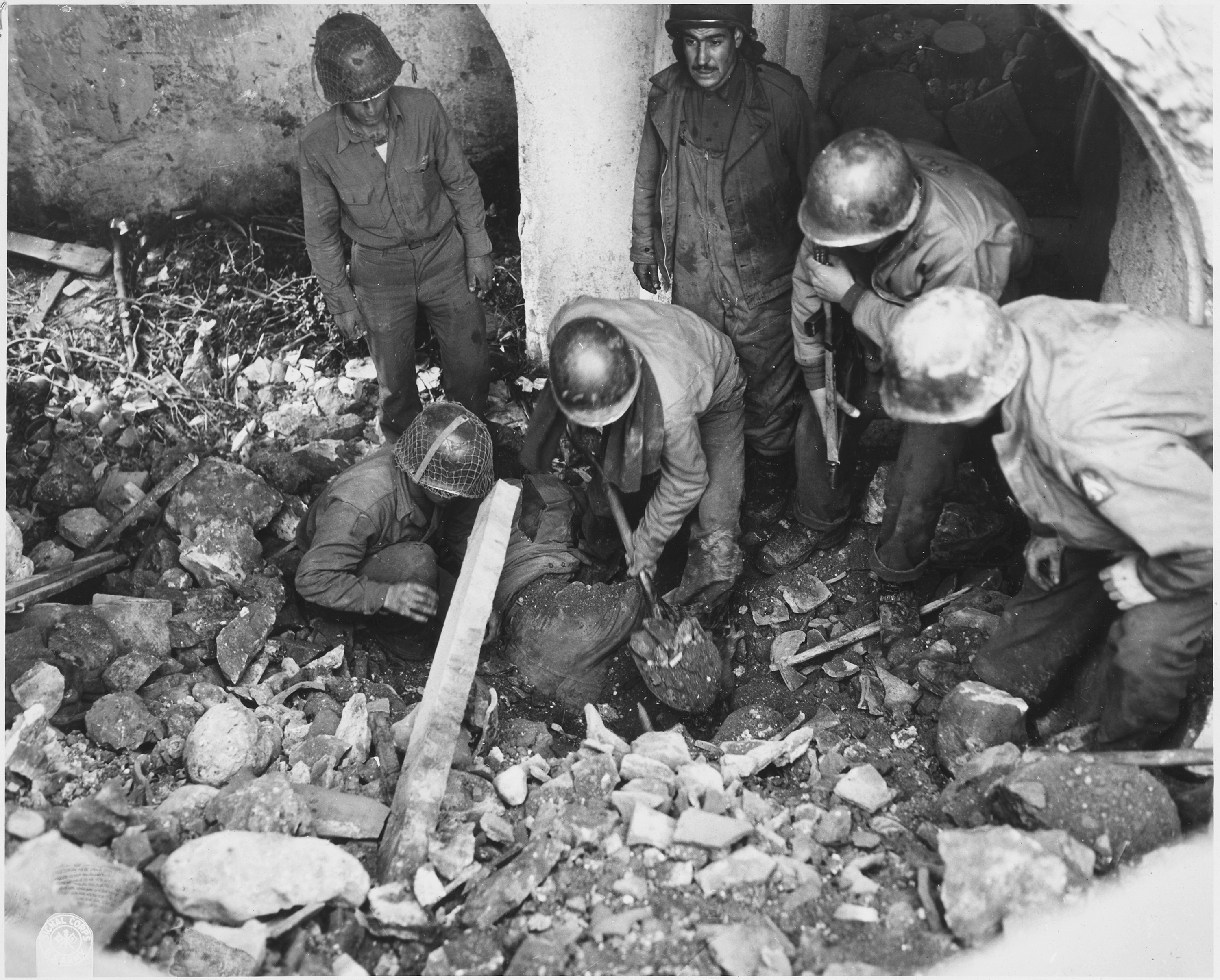
Soldati statunitensi a Cerasuolo durante la seconda guerra mondiale

#### Seconda guerra mondiale
Durante la seconda guerra mondiale nell'inverno 1943-1944 tutto il territorio di Cerasuolo fu teatro di sanguinosi scontri.
Il piccolo paese di Cerasuolo si trovò stretto tra l'offensiva delle truppe alleate e la strenua difesa delle truppe tedesche. Intorno al Monte Pantano si dispose la 305ª divisione tedesca di fanteria. I comandi della 305ª divisione demandarono al 577º reggimento la difesa di Monte Pantano e al 578º reggimento la difesa di Cerasuolo vecchio con il supporto dell’artiglieria pesante. 

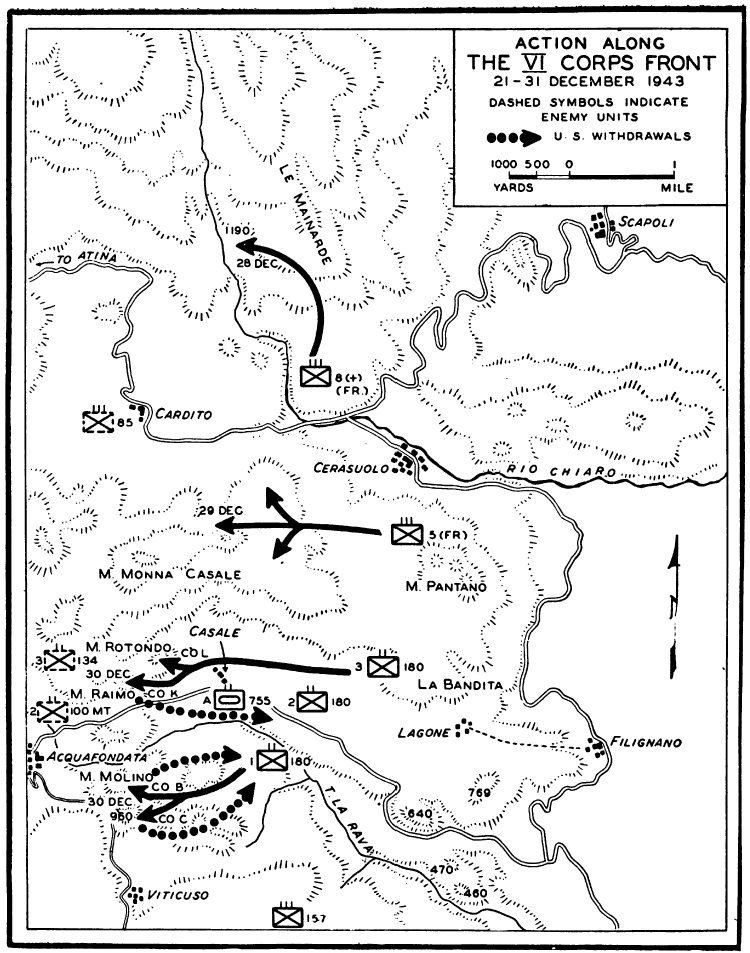
Winterline 1943, Cerasuolo - avanzata VI Corps

Gli alleati, oltre a combattere frontalmente, cercarono di tagliare le linee di rifornimento tedesco, provvedendo tra l'altro alla distruzione con gli aerei del cosiddetto "Ponte Nuovo" situato sulla strada che portava ad Atina. La distruzione del ponte rimase nella memoria dei locali e le rovine possono essere viste ancora oggi.
La battaglia di Monte Pantano ebbe inizio il 29 novembre 1943. In sei giorni di durissimi combattimenti, il 168º battaglione statunitense perse tutti i suoi comandanti, 33 ufficiali e 386 uomini uccisi o feriti. Altrettanto alte furono le perdite tedesche. Nei giorni successivi gli americani furono sostituiti dalla fanteria marocchina del generale Dody. 
Sulla battaglia di Monte Pantano è memorabile il passo di Robert Capa:

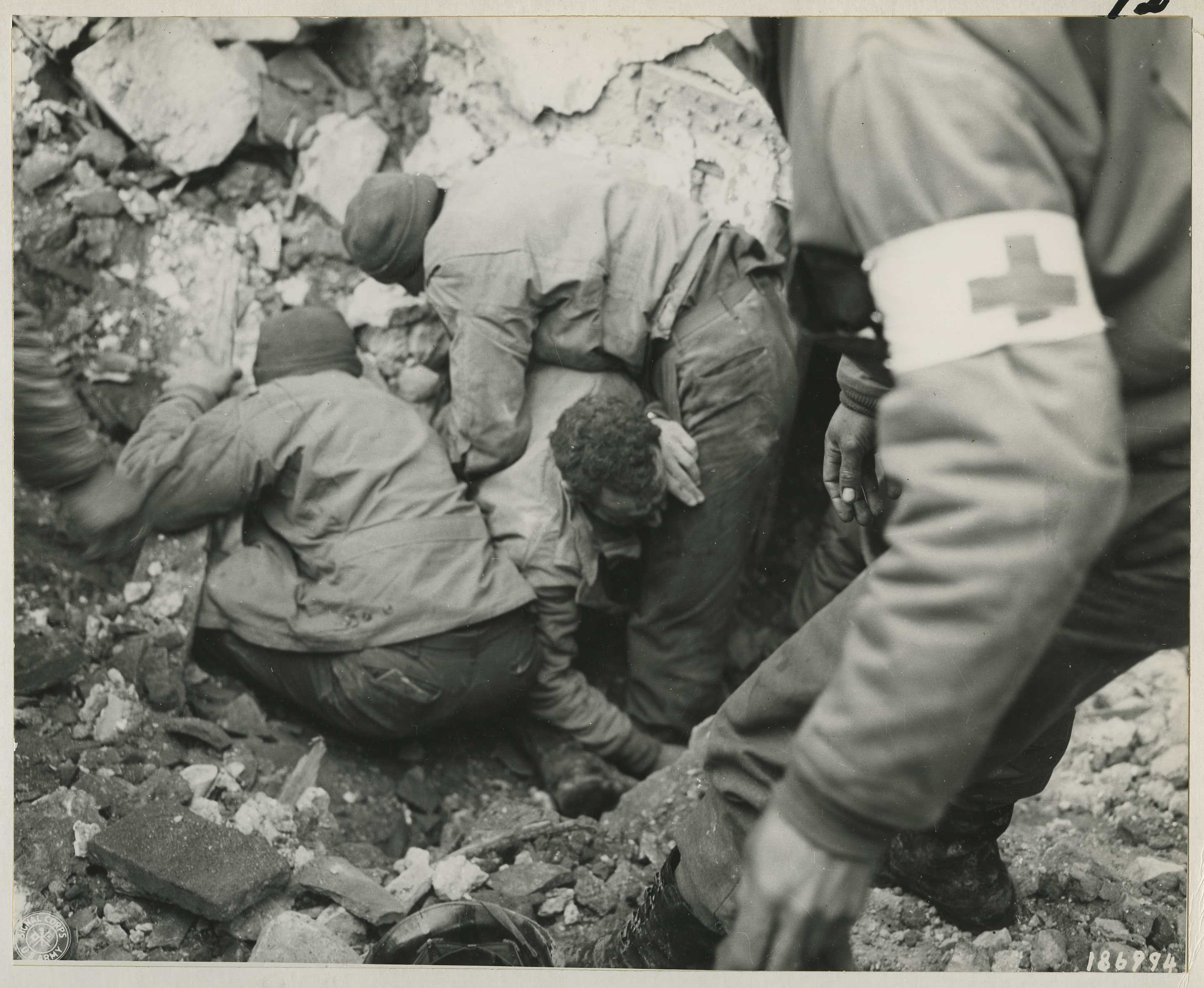
Soldati americani feriti dopo bombardamento tedesco.

"Ogni cinque metri c’era una buca con dentro almeno un soldato morto. Intorno, una gran quantità di libri tascabili, completamente bagnati, scatolette vuote di razioni alimentari e frammenti sbiaditi di lettere da casa. I corpi di coloro che avevano tentato di uscire dai rifugi ingombravano il sentiero. Il sangue rappreso aveva il colore della ruggine e si confondeva con il colore delle foglie ingiallite dell’autunno, cadute intorno a quei miseri resti. Più salivo e più brevi erano le distanze tra un corpo e l’altro.  Non resistetti più a lungo a quello spettacolo. Mi trovai senza saperlo in cima alla montagna, ripetendo a me stesso come un idiota “Voglio passeggiare al sole della California e indossare scarpe e calzoni bianchi”. La nevrosi del corrispondente di guerra stava prendendo quota."
L'agenzia Magnum contiene alcuni significativi scatti che documentano le distruzioni della II Guerra Mondiale.
Dopo una pausa, le operazioni riprendono a metà dicembre 1943 e nella notte tra il 16 e il 17 dicembre i tedeschi ricevettero l'ordine di sganciarsi. Nella notte successiva le pattuglie franco-marocchine entrarono a Cerasuolo appena sgomberato. Nella battaglia i tedeschi persero 10 ufficiali, 59 sottufficiali e 373 uomini di truppa.

#### Eventi recenti
Nel corso del XX secolo, la popolazione locale è diminuita a causa dell'emigrazione nell'Italia settentrionale e nel Regno Unito. Cerasuolo è, tra i 12 borghi del comune, il più popolato da una comunità di italo-scozzesi, figli e nipoti di emigranti filignanesi, di ritorno dalla Scozia. Un evento che celebra questo legame culturale è, ad esempio, l'annuale "Scottish Festival Fish & Chips".
Il 21 marzo 1977 le diocesi unite di Isernia e Venafro acquisiscono dall'abbazia territoriale di Montecassino la parrocchia di Cerasuolo, rimuovendo un legame secolare del borgo con l'Abbazia di Castel San Vincenzo da tempo confluita nella diocesi di Montecassino.

## Geografia
Situata a circa 1 km dal confine del Molise con la provincia di Frosinone, nel Lazio, Cerasuolo è l'unica frazione del ramo settentrionale del suo comune. È un borgo collinare a ridosso delle Mainarde, vicino al Parco nazionale d'Abruzzo, Lazio e Molise.
Il paese dista 5 km da Cardito, 8 da Filignano e 19 da Venafro. È attraversato al centro da una strada provinciale e vicino alla SR 627 Sora-Isernia. Nei pressi della SR 627, che collega il paese a Scapoli (14 km), San Biagio Saracinisco (12 km) e Vallerotonda (17 km), si trovano i ruderi medievali di Cerasuolo Vecchio.

## Monumenti e luoghi d'interesse
La chiesa parrocchiale di Cerasuolo intitolata a san Pasquale Baylon (protettore delle donne), di stile neoclassico e imponente nelle dimensioni, fu voluta dall'ultimo feudatario di Cerasuolo, il duca Pasquale Marotta, deceduto nel 1884.

La costruzione dell'edificio fu iniziata alla fine del XIX secolo, ma ultimata solo trent'anni dopo. Parzialmente distrutta dal secondo conflitto mondiale, fu completamente restaurata grazie alla sollecitudine dell'allora abate di Montecassino, Gregorio Diamare.

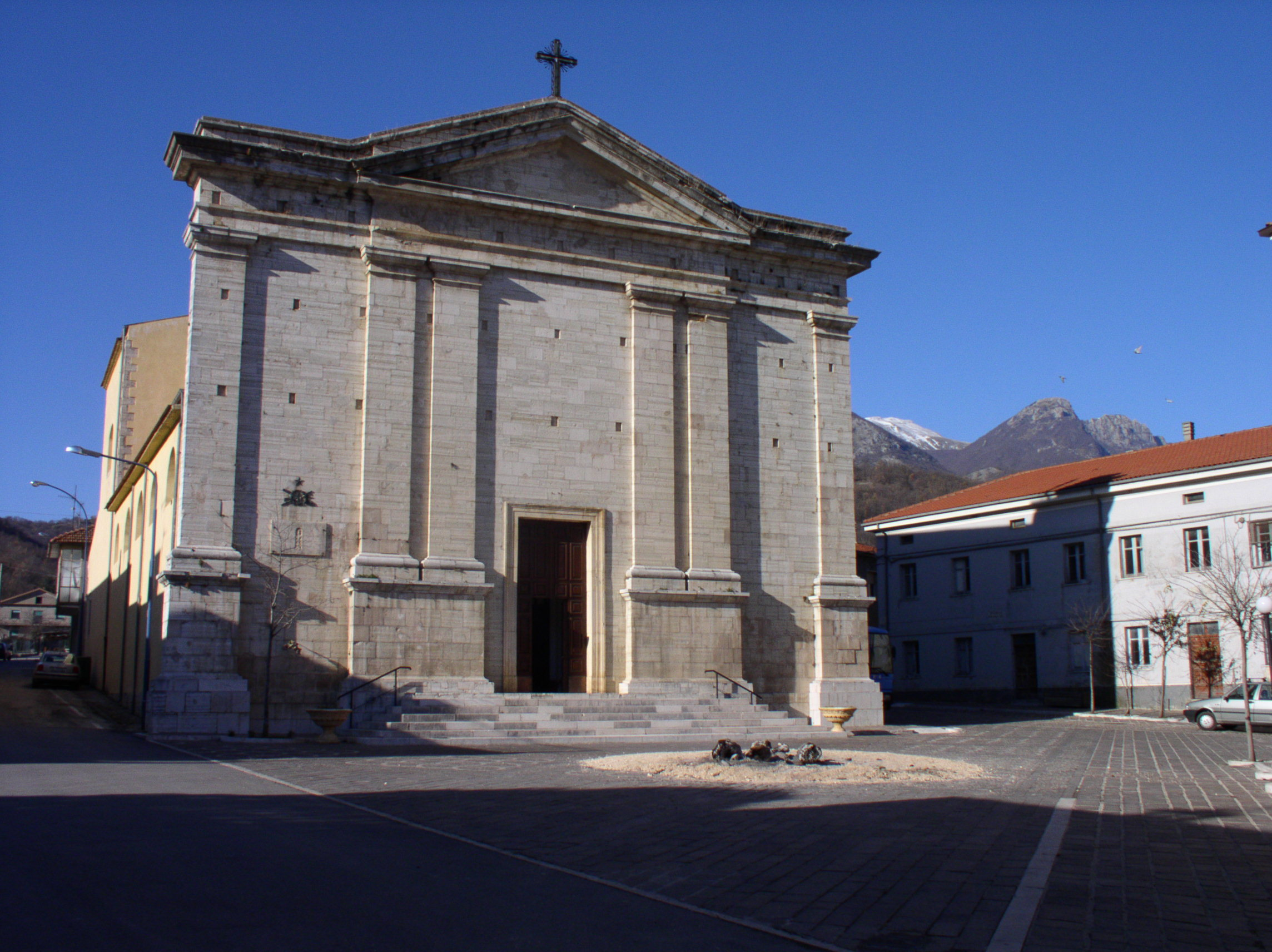
La chiesa di Cerasuolo in stile neoclassico fu completata nella fine dell'800 per volontà del Duca Marotta. L'imponente facciata è lunga oltre 20 metri.

Nel borgo è presente un museo di storia locale dedicato agli eventi della II guerra mondiale, il museo Combat Road.
È presente in località Fontana Vecchia un antico fontanile che, secondo la tradizione locale, risale almeno al sedicesimo secolo anche se non è escluso che possa risalire vista la vicinanza alle Mura (Cerasuolo Vecchio) al medioevo.
In località Valle Fossa è possibile ammirare, oltre al panorama e alla flora appenninica, il pozzo fatto costruire nel 1800 dal feudatario Duca Marotta.

## Tradizioni

### Fuoco di Natale
Ogni notte di Natale si tiene nella piazza centrale del paese un falò in concomitanza con la celebrazione della messa. Il fuco di Natale è un'occasione molto sentita dalla comunità locale.
In origine il falò era il risultato di ceppi e legne portati ed accatastati in piazza da ciascuna famiglia.